# Corinnomma plumosa
Corinnomma plumosa es una especie de arañas araneomorfas de la familia Corinnidae.

## Distribución geográfica
Es endémica de Ternate (Indonesia).